# Herbert Dawedeit
Herbert Dawedeit (Essen, 20 de maio de 1914 - 3 de agosto de 1999, Bad Lauterberg) foi um piloto alemão da Luftwaffe durante a Segunda Guerra Mundial. Voou mais de 800 missões de combate, nas quais abateu foi abatido seis vezes; contudo, foi responsável pela destruição de 34 tanques inimigos.